# Pápakovácsi
Pápakovácsi is een plaats (község) en gemeente in het Hongaarse comitaat Veszprém. Pápakovácsi telt 594 inwoners (2001).